# Parrot Asteroid
| Parrot Asteroid       | Parrot Asteroid                                                   |
| --------------------- | ----------------------------------------------------------------- |
|                       |                                                                   |
| Fabricant             | Parrot                                                            |
| Écran                 | 3,2"                                                              |
| Mémoire vive          | 256 Mo                                                            |
| Processeur            | ASIC Parrot 6 468 MHz                                             |
| Mémoire internet      | 40 Mo                                                             |
| Carte mémoire         | jusqu'à 32 Go                                                     |
| System d'exploitation | Android Cupcake                                                   |
| Réseaux               | Bluetooth, 3G/4G                                                  |
| Connectivitées        | Bluetooth, USB, Jack                                              |
| Fonctions             | Musique/GPS                                                       |
| Dimensions            | Demi-façade : 108 × 58 × 25 mm Unité centrale : 188 × 58 × 117 mm |
| Poids                 | Demi-façade : 125 g Unité centrale : 750 g                        |

Asteroid est une gamme d'autoradios intelligents[évasif] et connectés créée par la marque française Parrot S.A. 
L'Asteroid, premier du nom a été le premier autoradio de la marque. Il avait la particularité assez rare d'inclure toutes les fonctionnalités d'un autoradio "2 DIN" dans un simple DIN ainsi que de disposer d'un véritable écran de 3,2". Il a été ensuite décliné en plusieurs versions, de tailles et formes différentes, perdant au passage le format "1 DIN" de la première version. Ces nouvelles versions, toujours en vente aujourd’hui[Quand ?], sont respectivement nommées "Asteroid Smart", "Asteroid Tablet" et "Asteroid Mini". 
Le successeur de l'Asteroid Smart a été annoncé durant la CES 2015, il se nomme le Parrot RNB6. Il inclut de nouvelles fonctionnalités telles que le support d'Android Auto ou d'Apple CarPlay, une connexion au CAN (Car Area Networking) permettant le pilotage de la climatisation par exemple, ou encore une DashCam qui est associée à des fonctionnalités de réalité virtuelle. Tout comme ses prédécesseurs, il utilise Android comme système d'exploitation, cependant, le RNB6 lui utilise la dernière version en date d'Android 5.0 Lollipop. Son prix et sa date de mise en vente ne sont toujours pas connus.

## Caractéristiques techniques

### Asteriod Classic
- Processeur : ASIC Parrot 6 à 468 MHz
- RAM : 256 Mo
- ROM : 40 Mo
- Connectivité : Bluetooth, A-GPS, USB, 3G/4G (via dongle USB ou via le téléphone), jack 3,5"
- Amplificateur : 4 x 55 W intégré
- Écran : 3,2" IPS LED avec une définition de 800 x 480 pixels
- OS : Android 1.5 (Cupkake)
- Dimensions : demi-façade : 108 × 58 × 25 mm, unité centrale : 188 × 58 × 117 mm
- Poids : demi-façade : 125 g, unité centrale : 750 g

### Asteriod Smart
- Processeur : Texas Instruments OMAP3630 à 800 MHz
- RAM : 512 Mo
- ROM : 1 Go + 8 Go sur carte SD pour les cartes fournies.
- Connectivité : Bluetooth 3.0+EDR, Wi-Fi a/b/g/n (2,4 GHz uniquement), A-GPS, USB, 3G/4G (via dongle USB ou via le téléphone), jack 3,5", RCA (entrée, sortie et caméra de recul), Parrot Unika
- Amplificateur 4 × 55 W intégré
- Écran : tactile capacitif 6,2" IPS LED avec une définition de 800 × 480 pixels
- OS : Android 2.3.7 (Gingerbread)
- Dimensions : 178 × 99,8 × 114 mm
- Poids : 1 kg

### Asteroid Tablet
- Processeur : ? à ? MHz
- RAM : 256 Mo
- ROM : 256 Mo + 4 GB sur carte SD pour les cartes fournies.
- Connectivité : Bluetooth 2.1+EDR, A-GPS, Wi-Fi a/b/g/n (2,4 GHz uniquement), USB, 3G/4G (via dongle USB ou via le téléphone), jack 3,5", Parrot Unika
- Amplificateur : 4 × 47 W intégré à l'eBox
- Écran : tactile capacitif 5" IPS LED avec une définition de 800 × 480 pixels
- OS : Android 2.3.7 (Gingerbread)
- Dimensions : écran tactile : 133 × 89 × 16,5 mm, eBox : 69 × 149 × 29 mm, télécommande : 49 × 45 × 21 mm
- Poids : écran tactile : 218 g, eBox : 304 g, télécommande : 16 g

### Asteroid Mini
- Processeur : ASIC Parrot 6 à 468 MHz
- RAM : 256 Mo
- ROM : 40 Mo + 2 Go sur carte SD pour les cartes fournies.
- Connectivité : Bluetooth 2.1+EDR, A-GPS, USB, 3G/4G (via dongle USB ou via le téléphone), jack 3,5", Parrot Unika
- Amplificateur : 4 × 40 W intégré à l'eBox
- Écran : 3,2" IPS LED avec une définition de 800 × 480 pixels
- OS : Android 1.5 (Cupcake)
- Dimensions : écran tactile : 94 × 53 × 13 mm, eBox : 69 × 149 × 29 mm, télécommande : 63 × 41 × 21 mm
- Poids : écran tactile : 60 g, eBox : 304 g, télécommande : 25 g

### Codename "RNB6"
- Processeur : ? à ? MHz
- RAM : ? Mo
- ROM : ? Mo
- Connectivité : Bluetooth 4.0 LE, Wi-Fi a/b/g/n (2,4 et 5 GHz), A-GPS, GLONASS, Ethernet, USB, 3G/4G (via dongle USB ou via le téléphone), jack 3,5", CAN (Car Area Networking), HDMI (2 ports), OBD II
- Amplificateur : 4 × 55 W
- Écran : 7" IPS LED avec une définition de 1280 × 720 pixels (HD)
- OS : Android 5.0 (Lollipop)
- Dimensions : 180 × 100 × ? mm (format 2 DIN standard)
- Poids : ? g